# Parapercis xanthogramma
Parapercis xanthogramma és una espècie de peix de la família dels pingüipèdids i de l'ordre dels perciformes.

## Etimologia
El seu nom específic prové de les bandes grogues que tenen els mascles d'aquesta espècie a les galtes.

## Descripció
- El mascle fa 17,4 cm de llargària màxima i la femella 15,8.
- L'àrea inferior del cos dels mascles té 3-4 ocels i diverses taques negroses i marronoses, mentre que les femelles i els joves mostren 6-8 ocels i punts marronosos entremig d'aquells.
- L'extrem de la mandíbula inferior és aproximadament igual al de la mandíbula superior.
- 5 espines i 21 radis tous a l'aleta dorsal i 1 espina i 17 radis tous a l'anal. 18 radis, normalment, a les aletes pectorals.
- Galtes amb 4-7 franges obliqües i pàl·lides (grogues quan es viu).
- Línia lateral lleugerament arquejada per damunt de les aletes pectorals, la qual continua al llarg de la part mitjana del cos fins a la part basal de l'aleta caudal.
- Escates ctenoides al cos i l'opercle, tret de les del clatell, de l'abdomen i de l'àrea al voltant de les aletes pelvianes que són cicloïdals. El musell, la part posterior dels ulls, la superfície inferior del cap i les aletes dorsal, anal i pelvianes sense escates. La meitat anterior de l'aleta caudal és coberta per petites escates cicloïdals i ctenoides.
- L'origen de l'aleta anal es troba per sota de la base del cinquè radi tou de l'aleta dorsal. Aletes pectorals arrodonides, les pelvianes arriben a l'origen de l'anal i caudal feblement arrodonida.[3][5]

## Hàbitat i distribució geogràfica
És un peix marí, bentopelàgic (entre 0 i 6 m de fondària) i de clima tropical, el qual viu al Pacífic central: Fiji, Tonga i Samoa Occidental.

## Observacions
És inofensiu per als humans.